# Segugio italiano a pelo raso

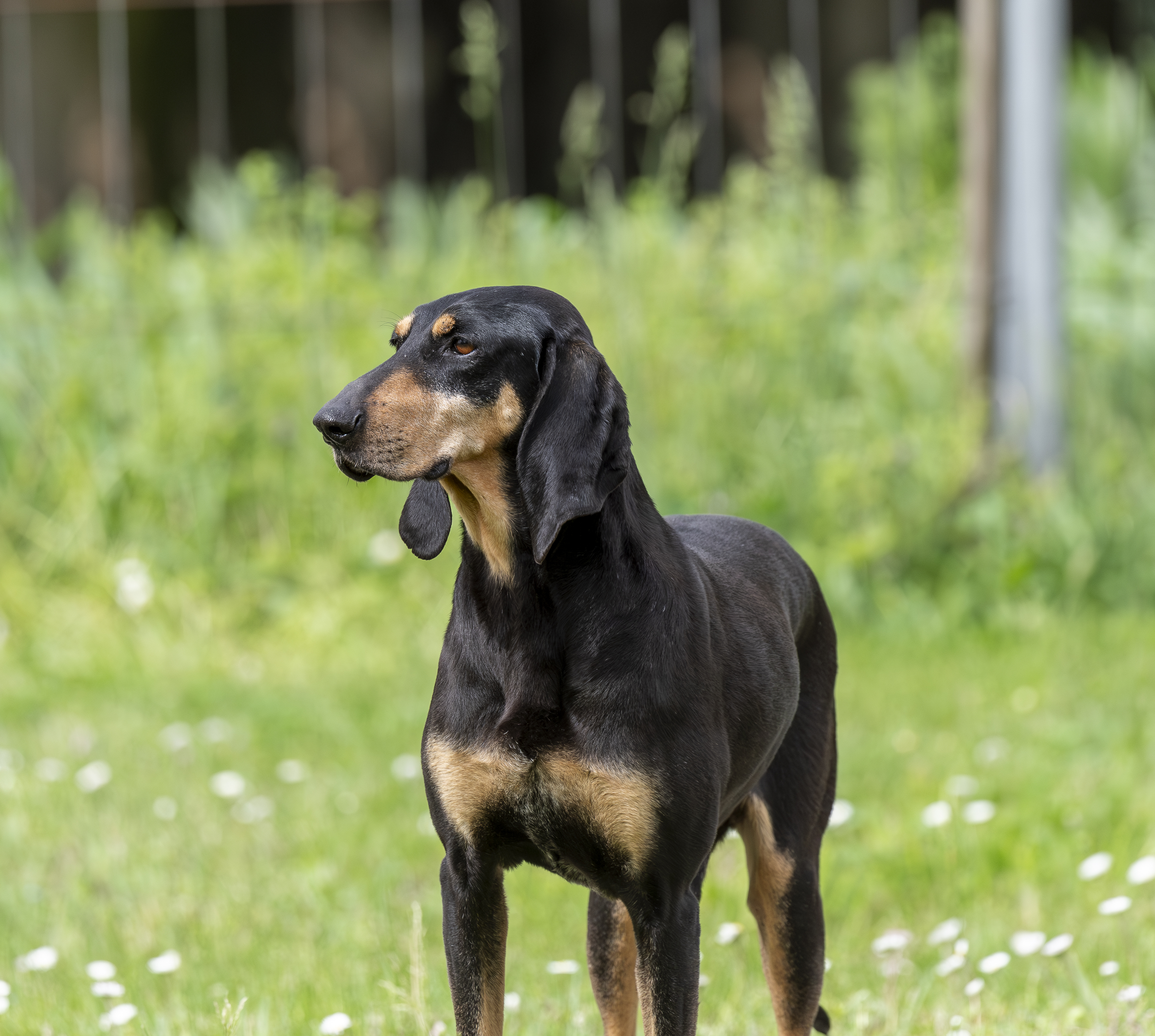

Il segugio italiano a pelo raso è una razza di cani da caccia, di origini italiane.

## Origine
Molto si è dibattuto sulle origini di questa razza. Secondo alcuni l'origine è antichissima: le prime selezioni di questo segugio sarebbero avvenute in Gallia attraverso incroci del Segugio da corsa egiziano (portato in Europa dai Fenici) con il Molosso romano. Purtroppo le testimonianze sono molto scarse, per non dire assenti. Esistono raffigurazioni di segugi assimilabili al segugio italiano attuale, riferibili al periodo del rinascimento, quando in Italia si è fortemente sviluppata la caccia alla lepre seguita con l'ausilio di grandi mute. In quel periodo venivano già importati segugi dalle nazioni limitrofe e quindi i progenitori del segugio italiano subirono certamente rinsanguamenti e quindi modificazioni, nel tipo morfologico e di lavoro. Dopo un lungo periodo di scadimento, in cui il segugio venne selezionato solo da pochissimi amatori e utilizzato empiricamente dai cacciatori delle campagne, il Segugio Italiano è tornato in auge nel primo Novecento per merito di organizzazioni che ne hanno rimesso in evidenza le più belle qualità di estetica e di lavoro.
Secondo altri autori (Gildo Fioravanti, Luigi Peccorini Maggi), invece, non si può parlare di razza univocamente identificabile fino al primo novecento, periodo in cui fu redatto uno standard che fu poi di aiuto nell'uniformare le diverse, anche se simili, varietà di segugi sparse per la penisola.

## Descrizione
Ha struttura mesomorfa e il tronco sta nel quadrato; è armonico rispetto al formato (eterometria) e disarmonico rispetto ai profili (alloidismo). È forte, muscoloso ma asciutto, privo di grassi. La sua andatura è il galoppo (anche se l'azione venatoria gli impone anche il passo e il trotto) e la sua costruzione bene equilibrata lo rende capace di seguire la selvaggina dall'alba al tramonto. L'altezza dei maschi va dai 52 ai 58 cm, quella delle femmine dai 48 ai 56 cm. Il peso può variare dai 18 ai 28 kg. La lunghezza del muso deve raggiungere la metà della lunghezza totale della testa, che deve essere asciutta di pelle, scarna. Ha tartufo nero, con narici ben aperte e canna nasale convessa (la cosiddetta forma montonina); labbra sottili con margini neri; occhio grande e luminoso con iride ocra scuro; orecchie pendenti in forma triangolare, piatte e larghe, inserite al livello dell'occhio; collo asciutto, esente da giogaia; coda sottile, la cui punta arriva al garretto, è attaccata alta e portata elegantemente a scimitarra. Esistono due distinte razze di segugi italiani: a pelo raso e a pelo forte. Nel segugio italiano a pelo raso, il mantello deve essere denso, lucente, liscio. Ad eccezione appunto del pelo, di una lieve differenza di taglia (maggiore nel pelo forte) e di una maggiore briosità e vivacità temperamentale del pelo raso, le caratteristiche psicofisiche delle due razze sono uguali. Colori del mantello ammessi: fulvo unicolore in tutte le gradazioni e nero focato. Le focature debbono aver sede su: muso, sopracciglia, petto, arti. Il tipo fulvo può avere del bianco su: muso, cranio, petto, piedi, punta della coda. Possiede un abbaiare squillante, simpatico e armonioso. I cuccioli sono vivaci e spesso sono capaci di saltare o arrampicarsi su delle reti usando le zampe anche di 10 cm da terra.

## Carattere
Vivace e ardito. Mai aggressivo verso l'uomo; raramente verso gli altri cani. Non è mordace. È adattabile al cibo frugale e al canile di campagna. Non è affettuoso in modo appariscente, ma ha costante bisogno della presenza e della considerazione del proprietario, che spesso identifica in colui che lo accompagna durante la caccia.

## Utilizzo

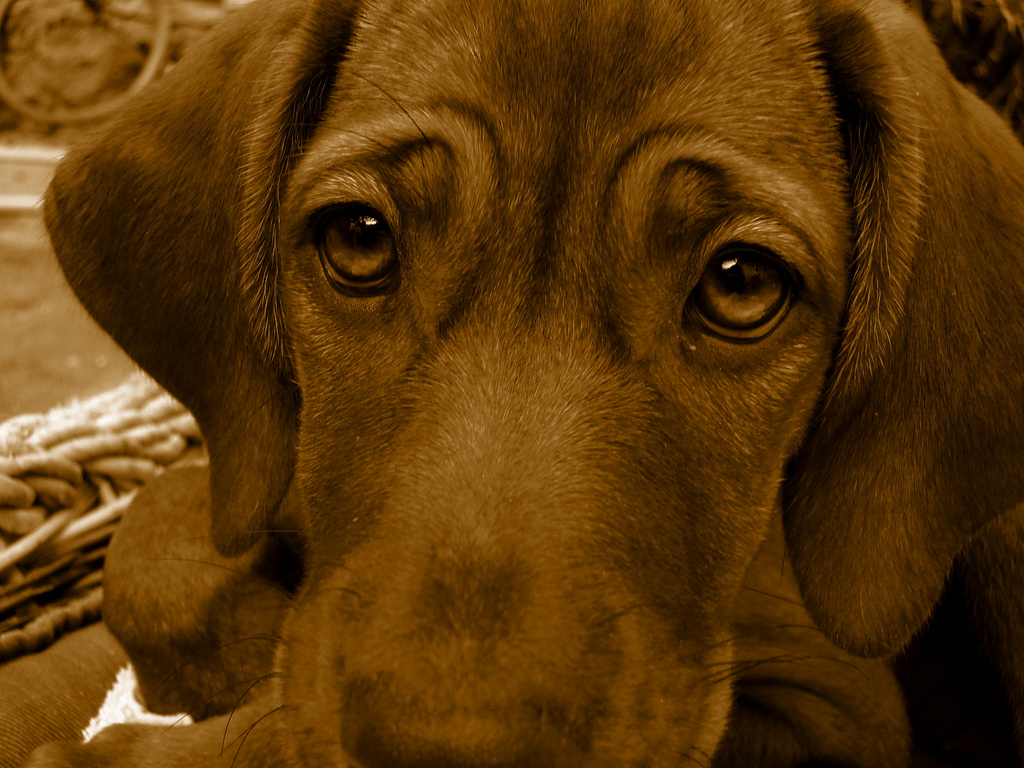
Una femmina di segugio italiano a pelo raso

Sa fare il cacciatore e solo il cacciatore. Robusto, appassionato, instancabile, sa battersi su ogni tipo di terreno: è infatti utilizzato sulla Pianura Padana, sulle Alpi, sugli Appennini. Poiché tende all'indipendenza, è necessario imporgli un addestramento venatorio fin dai primi mesi di vita. Si esprime bene sia da solo, che in coppia, oppure in mute di non grandi dimensioni. A causa questo tipo di utilizzo in caccia, il selvatico su cui il segugio italiano si esprime al meglio è la lepre, ma è in grado di cacciare ogni tipo di selvaggina da pelo.

## Sviluppo
Anche se la razza è stata selezionata in Italia, ne esistono degli allevamenti in tutto il mondo, grazie alle sue qualità di cane da caccia ma può essere impiegato efficacemente anche come cane da tartufo.